# Anoplophora fruhstorferi
Anoplophora fruhstorferi is een keversoort uit de familie van de boktorren (Cerambycidae). De wetenschappelijke naam werd gepubliceerd in 1902 door Aurivillius.